# Sar Kalak
Sar Kalak (persiska: سفیدخانی سفلی, Sefīd Khānī-ye Soflá, سر کلک) är en ort i Iran.   Den ligger i provinsen Ilam, i den västra delen av landet, 500 km sydväst om huvudstaden Teheran. Sar Kalak ligger 1 107 meter över havet och antalet invånare är 102.
Terrängen runt Sar Kalak är kuperad åt nordost, men åt sydväst är den bergig. Runt Sar Kalak är det ganska glesbefolkat, med 39 invånare per kvadratkilometer. Närmaste större samhälle är Īlām, 17,8 km väster om Sar Kalak. Omgivningarna runt Sar Kalak är i huvudsak ett öppet busklandskap.